# نشان شایستگی جمهوری ایتالیا
نشان شایستگی جمهوری ایتالیا (ایتالیایی: Ordine al merito della Repubblica Italiana) نشانی است که توسط رئیس‌جمهور جمهوری ایتالیا، لوئیجی اینائودی در سال ۱۹۵۱ بنیان نهاده شد. این درجهٔ شایستگی بالاترین درجهٔ رتبه‌بندی مدال‌های جمهوری ایتالیا بود که آن را به فردی که برای ملت ایتالیا شایستگی‌هایی آورده‌است اهدا می‌شود. این نشان سفارشی در زمینه‌های ادبیات ، هنر ، اقتصاد، خدمات عمومی،  ورزشی ، فعالیت‌های اجتماعی و بشردوستانه و انسانی، برای خدمات طولانی و آشکار در حرفهٔ نظامی و غیرنظامی تعلق می‌گیرد.